# Bala (film, 1976)
Pour les articles homonymes, voir Bala.
Pour plus de détails, voir Fiche technique et Distribution.
Bala est un moyen métrage documentaire indien réalisé en 1976 par Satyajit Ray, sur une danseuse de bharata natyam, Balasaraswati, affectueusement connue sous le nom de « Bala ».
Le film a été produit conjointement par le National Centre for the Performing Arts (NCPA) de Bombay et le gouvernement du Tamil Nadu. Ce documentaire de trente-trois minutes présente la vie et certaines des œuvres de Balasaraswati sous forme de narration et de danse.

## Contexte
Tanjore Balasaraswati, communément connue sous le nom de Balasaraswati ou plus affectueusement sous celui de Bala, est née le 13 mai 1918 à Chennai, alors appelé Madras. Issue d’une lignée de sept générations de femmes qui travaillaient principalement dans les domaines de la danse et de la musique, Bala a commencé sa formation à l'âge de cinq ans, sous la direction de Nattuvanar Kandappa Pillai et a fait ses débuts en danse en 1925, à l'âge de sept ans, à Kanchipuram, au Temple Kamakshi Amman,. Sa mère, Jayammal, était une chanteuse qui a encouragé la formation musicale de Bala et l'a accompagnée lors de ses premiers spectacles. Bala a continué à faire des performances scéniques à travers le monde avec ses frères musiciens. Bala et une autre célèbre danseuse indienne contemporaine, Rukmini Devi Arundale, ont redonné l’une et l’autre son éclat à la danse bharata natyam, même si leurs vues divergeaient. Elle reçoit à plusieurs reprises des mentions honorifiques, dont en 1977 la deuxième plus haute distinction civile décernée par le Gouvernement de l'Inde, le Padma Vibhushan. Elle meurt le 9 février 1984, à 65 ans.
À l'âge de quatorze ans, Ray avait assisté à une représentation de Balasaraswati à Calcutta, en 1935. Elle avait alors dix-sept ans.
Le réalisateur indien avait initialement prévu de faire un film sur elle en 1966. Cependant, il n'a pu commencer à la filmer qu'en 1976. D'ailleurs, bien que Bala ait été une danseuse notoire, elle n'avait jamais été filmée avant l'âge de 58 ans, malgré une carrière de plus de quatre décennies. Satyajit Ray a tenu absolument à faire le film sur Bala, souhaitant documenter son art pour les générations futures,.

## Synopsis
Le film commence par une introduction de bharata natyam. Elle explique également les différents gestes de la main, connus sous le nom de Mudrā et Bala en montre un, Mayura Mudra. Raconté par Satyajit Ray], le film décrit la lignée familiale de Bala et sa première présentation en public, son arangetram, en 1925, à l'âge de sept ans, à Kanchipuram au temple Kamakshi Amman. Un éminent érudit et musicologue (sanskrit) explique le type de danse interprétée par Bala et un danseur indien (Uday Shankar) parle de son association avec Bala.
Le documentaire présente ensuite une des performances les plus connues de Bala, Krishna Ni Begane Baaro, dansée au bord de la mer. Il mentionne que Bala s'est fait connaître à l'échelle internationale notamment grâce au Festival des Arts d’Édimbourg en 1963, où d'autres artistes indiens ont également joué comme le joueur de sitar Ravi Shankar, la chanteuse M. S. Subbulakshmi et le joueur de sarod Ali Akbar Khan. Elle a donné huit récitals en solo à ce festival. Le film présente également sa routine quotidienne avec ses frères, le joueur de mridang T. Ranganathan, le flûtiste T. Viswanathan, et sa fille unique Lakshmi Knight, également danseuse de bharata natyam. La dernière partie du film présente une interprétation solo par Bala d'un pada varnam, basé sur une musique carnatique, connu sous le nom de raagamaalika (guirlande de ragas). Pour cette performance, elle utilise la même paire de bracelets de cheville qu'elle avait utilisée pour sa première performance à l'âge de sept ans.
Le scénario original du film a été inclus dans un livre intitulé Original English Film Scripts Satyajit Ray, écrit par le fils de Satyajit Ray, Sandip Ray, en collaboration avec Aditinath Sarkar, ex-responsable de la Ray Society. Cet ouvrage comprend également des scénarios originaux d’autres films de Ray.

## Le cinéma de Satyajit Ray et les femmes
Dans l’œuvre du cinéaste indien, les femmes affichent leur indépendance d'esprit face au poids des conventions. « Quoiqu'elles ne soient pas aussi fortes que les hommes physiquement, la nature a donné aux femmes des qualités pour compenser cela. Je ne parle pas de toutes les femmes, mais du genre de femme qui me fascine. La femme que j'aime mettre dans mes films est mieux à même de se tirer des problèmes que les hommes ».

## Intervenants
- Balasaraswati
- V. Raghavan
- Uday Shankar
- V. K. Narayana Menon

## Équipe technique
- Son : S. P. Ramanathan, Sujit Sarkar, David
- Décors : Anil Chowdhury, Bhanu Ghosh, R. Ramasi
- Eastmancolor : Gemini Color Lab
- Mixing : Mangesh Desai

## Musique
- K. Ramaiah (nattuvanar)
- M. S. Ramadas (voix)
- T. Viswanathan (flûte)
- T. R. Murthy (flûte)
- V. Tyagarajan (violon)
- T. Kuppuswamy (mridang)
- T. Janardan (tambura)
- T. Ranganathan (mridangam)